# نعمان الآلوسي
نعمان خير الدين بن محمود بن عبد الله بن محمود الآلوسي، واعظ، وفقيه، وباحث، وداعية وهو من أعلام الأسرة الألوسية. وهو من دعاة السلفية إذ عاصر فترة ظهور دعوة محمد بن عبد الوهاب، وكان من المنادين لها في العراق.

## نشأته وحياته
ولد نعمان في بغداد سنة 1252 هـ/1836م. ونشأ وأخذ العلم من علماء بغداد، وخصوصاً من أبيه محمود الآلوسي، وكذلك الشيخ حسين البشدري، ومن شيوخه الملا قاسم أفندي المفتي، ولقد تولى وظيفة القضاء في بلاد متعددة منها الحلة. وسافر إلى إسطنبول سنة 1300 هـ/ 1882م، فمكث سنتين، وعاد يحمل لقب رئيس المدرسين.
وكان من مشاهير الخطاطين في عصره، وتخرج عن والده في فن الخط، وكان يجيد الخط الريحاني على قاعدة خط النستعليق وكان يكتب كتبه ومؤلفاته بخطهِ، ومن آثارهِ الخطية بعض المخطوطات في مكتبته المحفوظة في مكتبة الأوقاف العامة في بغداد.
قال محمد بهجة الأثري في وصفه: «كان عقله أكبر من علمهِ، وعلمهِ أبلغ من إنشائهِ، وإنشاؤه أمتن من نظمهِ، وكان جواداً، وفياً، زاهداً، حلو المفاكهة، سمح الخلق».

## من مؤلفاته
- جلاء العينين في محاكمة الأحمدين.
- ابن تيمية وابن حجر.

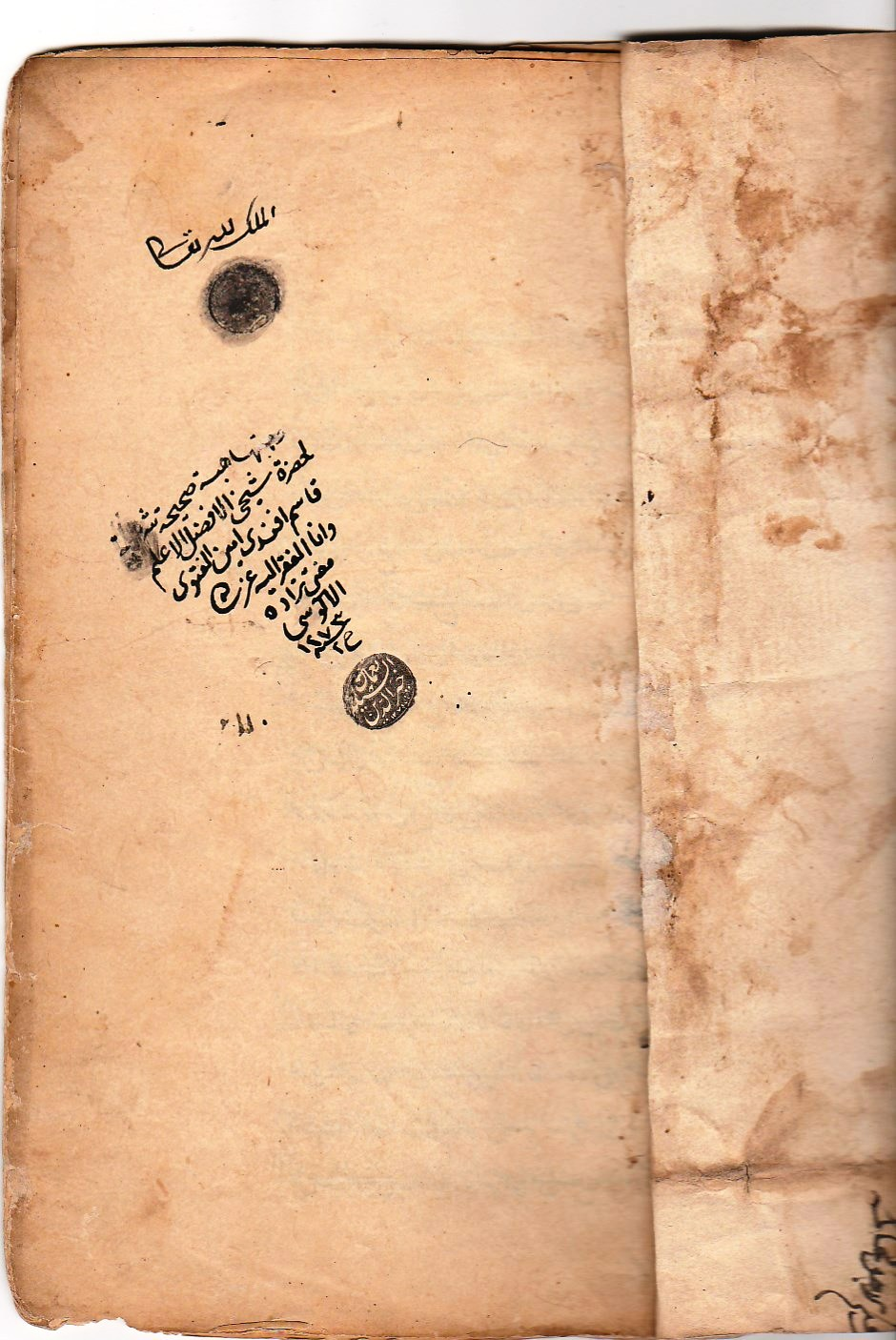
غلاف مخطوط كتب عليه اهداء الشيخ نعمان الآلوسي إلى إستاذه الإمام ملا قاسم أفندي المفتي والظاهر اسفله ختمه

- الجواب الفسيح على ما لفقه عبد المسيح.
- غالية المواعظ.
- صادق الفجرين.
- شقائق النعمان في الرد على بعض معاصريه.
- الآيات البينات في عدم سماع الأموات.
- أتمام كتاب حديقة الورود.
- الإصابة في منع النساء من الكتابة

## وفاته
توفي في بغداد عام 1317 هـ/1899م، ودفن في جامع مرجان.